# 菱叶葡萄
菱叶葡萄（学名：Vitis hancockii）是葡萄科葡萄属的植物，是中国的特有植物。分布于中国大陆的浙江、江西、福建、安徽等地，生长于海拔100米至600米的地区，一般生长在山坡林下以及灌丛中，目前尚未由人工引种栽培。